# Лісель

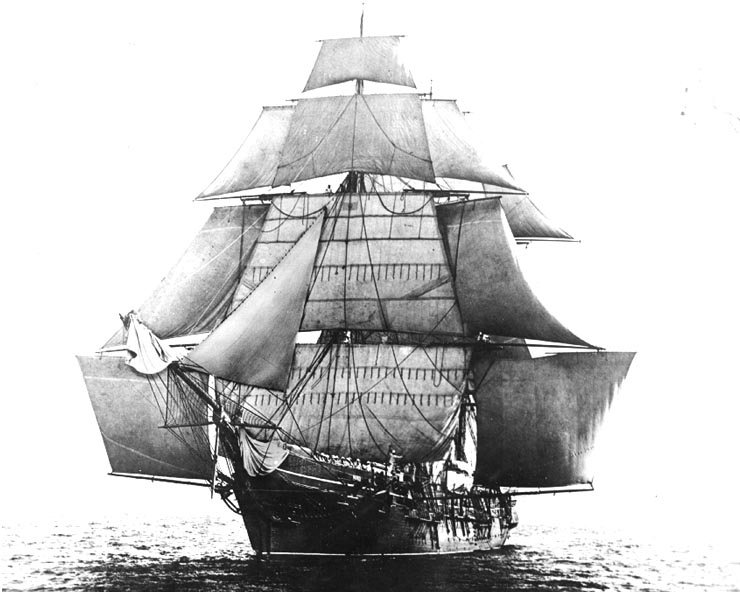
Баркентина флоту США Monongahela (1862) з поставленими ліселями

Л́ісель (нід. lijzeil, букв. — «підвітряне вітрило») — додаткове вітрило, яке використовують для допомоги прямим вітрилам для збільшення їх площі під час попутних вітрів. Ліселі бувають тільки на фок-щоглах і грот-щоглах. На бізань-щоглах ліселі не ставляться, щоб не створювати вітрової тіні гротовим вітрилам, які мають важливе значення для швидкості руху судна.

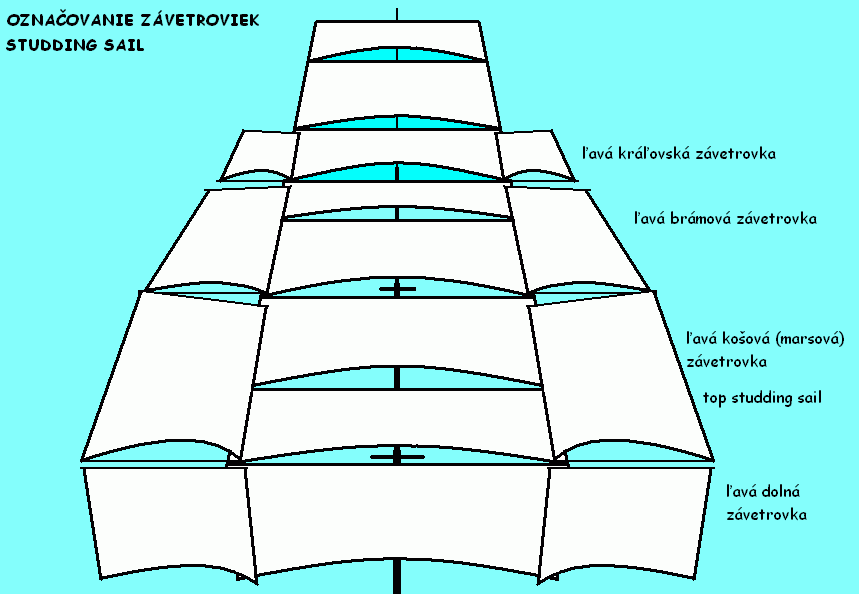
Знизу догори: ундер-ліселі, марса-ліселі (збоку розрізного марселя), брам-ліселі (збоку розрізного брамселя), бом-брам-ліселі. Не мають ліселів трюмсель і мунсель.

Лісели на вітрильному судні мають наступні назви:
- Ундер-ліселі — ставляться з боків від фока (фор-ундер-лісель) або грота (грот-ундер-лісель);
- Марса-ліселі — ставляться з боків від марселів;
- Брам-ліселі — ставляться з боків від брамселів.
- Бом-брам-ліселі — ставляться з боків від бом-брамселів.

Ліселі ставляться на особливих рангоутних деревах — лісель-спіртах, що подовжують відповідні реї. Нижня шкаторина ліселя закріплюється, за допомогою канатів, до рейок, вистрілюваним (висуваним) на реях; нижній край ундер-ліселя прикріплюється до вистріла, який прикріплено на шарнірі до борту судна. За середину лісель-рейки кріпили фал, що йде до нока реї. У нижній зовнішній кут ліселя ув'язувався лісель-галс (або зовнішній лісель-шкот), іноді проводиться на палубу в корму для зменшення навантаження на лісель-спірт. Нижні кути ліселя, найближчі до щогли, забезпечували шкоти, які вибирали з палуби, окрім брам-лісель-шкотів і трюм-лісель-шкотів, які кріпилися на марсах. Для розтягання по лісель-спірті верхньої шкаторини ундер-ліселя використовувалася спеціальна снасть — абгалдир (обгалдир, обгалдер); вона кріпилася до внутрішнього верхнього (нок-бензельного) кута вітрила, проходила в блоки на нижній реї і тяглася палубою попереду щогли.
На сучасних вітрильних суднах постановка ліселів зазвичай не передбачається.